# Welterbe in Simbabwe

Zum Welterbe in Simbabwe gehören (Stand 2016) fünf UNESCO-Welterbestätten, darunter drei Stätten des Weltkulturerbes und zwei Stätten des Weltnaturerbes. Simbabwe hat die Welterbekonvention 1982 ratifiziert, die erste Welterbestätte wurde 1984 in die Welterbeliste aufgenommen. Die bislang letzte Welterbestätte wurde 2003 eingetragen.

## Welterbestätten
Die folgende Tabelle listet die UNESCO-Welterbestätten in Simbabwe in chronologischer Reihenfolge nach dem Jahr ihrer Aufnahme in die Welterbeliste (K – Kulturerbe, N – Naturerbe, K/N – gemischt, (G) – auf der Liste des gefährdeten Welterbes).
| Bild                                                    | Bezeichnung                                             | Jahr | Typ | Ref. | Beschreibung |
| ------------------------------------------------------- | ------------------------------------------------------- | ---- | --- | ---- | --- |
| Mana-Pools-Nationalpark, Safarigebiete Sapi und Chewore | Mana-Pools-Nationalpark, Safarigebiete Sapi und Chewore | 1984 | N   | 302  | Der Mana-Pools-Nationalpark mit den zugehörigen Safarigebieten Sapi und Chewore liegt im Urungwe-Distrikt in der Region West-Mashonaland in West-Simbabwe. |
| Nationaldenkmal Groß-Simbabwe                           | Nationaldenkmal Groß-Simbabwe (Lage)                    | 1988 | K   | 364  | im 11. bis 15. Jahrhundert Hauptstadt des untergegangenen Munhumutapa-Reiches, das außer dem heutigen Simbabwe auch Teile von Mosambik umfasste            |
| Nationaldenkmal Ruinen von Khami                        | Nationaldenkmal Ruinen von Khami                        | 1988 | K   | 365  | im 15. bis 17. Jahrhundert Zentrum des Torwa-Staates, der mit dem Munhumutapa-Reich konkurrierte.                                                          |
| Mosi-oa-Tunya / Victoria-Fälle                          | Mosi-oa-Tunya / Victoria-Fälle                          | 1989 | N   | 509  | grenzüberschreitendes Welterbe in Sambia und Simbabwe, umfasst in Simbabwe den Nationalpark Victoriafälle und Teile des Sambesi-Nationalparks              |
| Matobo-Berge                                            | Matobo-Berge                                            | 2003 | K   | 306  | Gebirgszug mit einer hohen Dichte an Felsmalereien |

## Tentativliste
In der Tentativliste sind die Stätten eingetragen, die für eine Nominierung zur Aufnahme in die Welterbeliste vorgesehen sind. Derzeit (2018) sind zwei Stätten in der Tentativliste von Simbabwe eingetragen. Die folgende Tabelle listet die Stätten in chronologischer Reihenfolge nach dem Jahr ihrer Aufnahme in die Tentativliste.
| Bild                            | Bezeichnung                     | Jahr | Typ | Ref. | Beschreibung                                     |
| ------------------------------- | ------------------------------- | ---- | --- | ---- | ------------------------------------------------ |
| Nationaldenkmal Ziwa            | Nationaldenkmal Ziwa            | 1997 | K   | 903  | Ruinen der eisenzeitlichen Ziwakultur            |
| Naletale Cluster von Dzimbabwes | Naletale Cluster von Dzimbabwes | 2018 | K   | 6364 | Ruinen aus dem 16. Jahrhundert des Kalanga Volks |